# Újezd (district de Domažlice)
Pour les articles homonymes, voir Újezd.
Újezd (en allemand : Aujezd bei Taus) est une commune du district de Domažlice, dans la région de Plzeň, en République tchèque. Sa population s'élevait à 414 habitants en 2017.

## Géographie
Újezd se trouve à 5 km à l'ouest du centre de Domažlice, à 50 km au sud-ouest de Plzeň et à 134 km à l'ouest-sud-ouest de Prague.
La commune est limitée par Draženov et Luženičky au nord, par Domažlice à l'est, par Babylon au sud, et par Pec, Chodov et Trhanov à l'ouest.

## Histoire
La première mention écrite de la localité date de 1325.

## Administration
La commune se compose de deux quartiers :
- Petrovice
- Újezd